# Polistes semenowi
Polistes semenowi är en getingart som först beskrevs av Morawitz 1889.  Polistes semenowi ingår i släktet pappersgetingar, och familjen getingar. Inga underarter finns listade i Catalogue of Life.